# Ekaterina Aleksandróvskaia
Ekaterina Dmítrievna Aleksandróvskaia (en rus: Екатерина Дмитриевна Александровская; Moscou, 1 de gener de 2000-Moscou, 18 de juliol de 2020) va ser una patinadora russoaustraliana.
Amb el seu company esportiu Harley Windsor, guanyà el campionat del Trofeu CS Tallinn el 2017 i després la medalla de bronze al CS Nebelhorn Trophy aquell mateix any.
Va morir el 18 de juliol de 2020 arran d'una caiguda des de la finestra del seu apartament a la capital russa en el que podria ser un suïcidi consecutiu a una depressió i a problemes de salut.

## Resultats en parella amb Harley Windsor

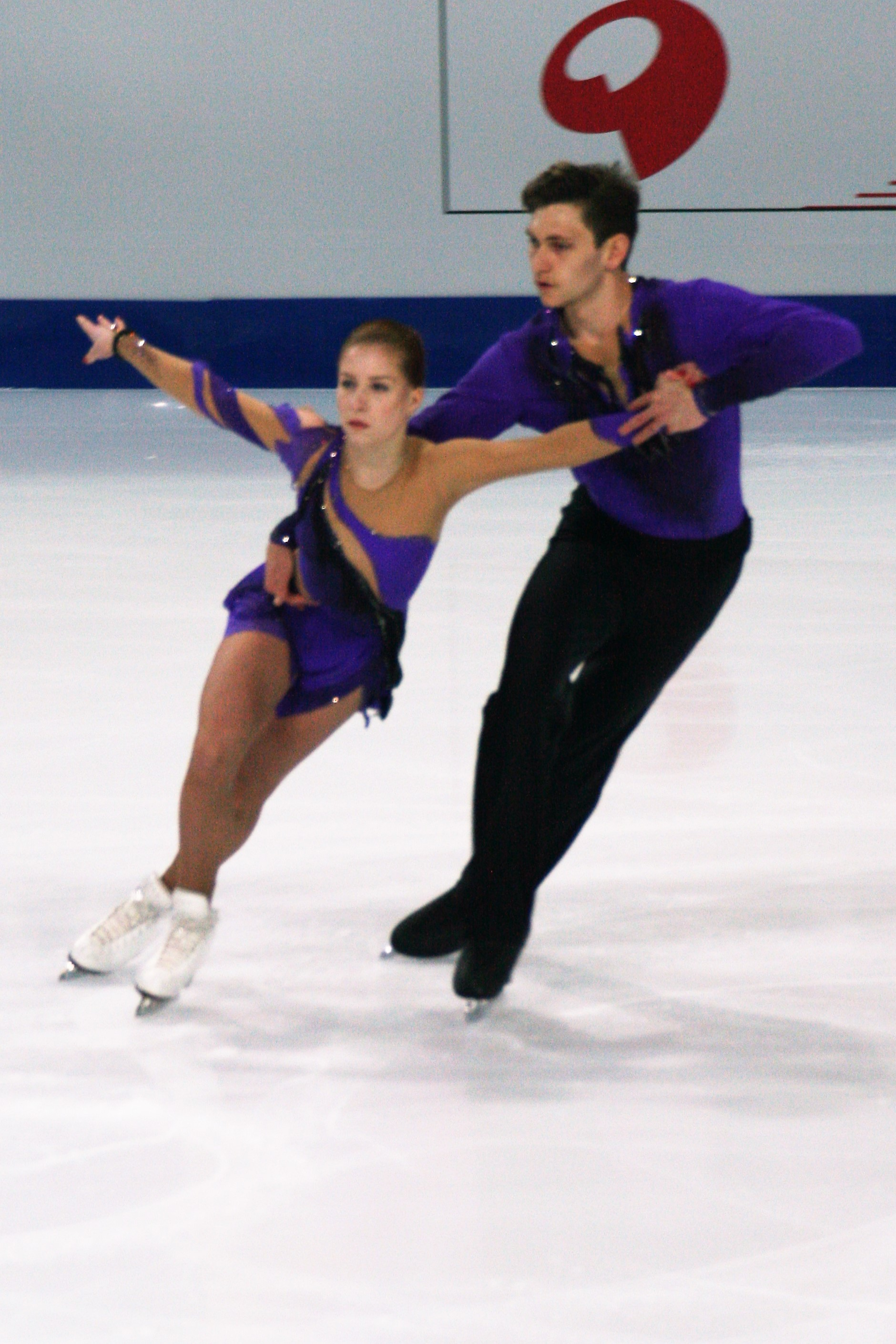
Aleksandróvskaia/Windsor en la final del 2016–17 Junior Grand Prix

GP: Grand Prix; CS: Challenger Series; JGP: Junior Grand Prix
| Internacional         | Internacional | Internacional | Internacional | Internacional |
| Event                 | 2016–17       | 2017–18       | 2018–19       | 2019–20       |
| --------------------- | ------------- | ------------- | ------------- | ------------- |
| Jocs Olímpics         |               | 18ena         |               |               |
| Mundials              | 16ena         | 16ena         |               |               |
| Quatre Continents     | 11ena         | 6ena          | WD            | WD            |
| GP Rostelecom Cup     |               |               | 7ena          |               |
| GP Skate America      |               |               |               | 7ena          |
| GP Skate Canada       |               |               | 7ena          |               |
| CS Finlandia          | 6ena          |               | 6ena          |               |
| CS Nebelhorn          |               | 3a            |               | 9ena          |
| CS Trofeu de Tallinn  |               | 1a            |               |               |
| CS U.S. Classic       |               |               | 3rd           |               |
| CS Warsaw Cup         | WD            |               |               | WD            |
| Copa de Niça          |               |               |               |               |
| International: Junior |               |               |               |               |
| Junior Worlds         | 1a            |               |               |               |
| JGP Final             | 5th           | 1a            |               |               |
| JGP Czech Republic    | 8ena          |               |               |               |
| JGP Estònia           | 1a            |               |               |               |
| JGP Letònia           |               | 4a            |               |               |
| JGP Polònia           |               | 1a            |               |               |
| Nacional              |               |               |               |               |
| Australian Champ.     | 1a            |               | 1a            |               |
| WD = Withdrew         |               |               |               |               |